# Hefestión (gramático)
Hefestión (en griego Ἡφαιστίων; Alejandría, siglo II – ?, siglo II) fue un gramático de Alejandría que vivió en la época de los Antoninos. Fue el autor de un manual de métrica griega (Ἐγχειρίδιον περὶ μέτρῳ Manual de métrica) abreviado de un trabajo mayor en 48 libros. Es considerado el único tratado completo sobre el tema que ha sido conservado. El último capítulo analiza los diferentes tipos de composición poética. Está escrito en un estilo claro y sencillo, y fue muy utilizado como libro de texto.